# Bopindolol
Bopindolol (łac. bopindololum) – wielofunkcyjny organiczny związek chemiczny z grupy indoli, lek stosowany w leczeniu nadciśnienia tętniczego oraz choroby niedokrwiennej serca, prolek o działaniu blokującym w równym stopniu receptory adrenergiczne β1 oraz β2.

## Mechanizm działania
Bopindolol jest lekiem β-adrenolitycznym o równym działaniu na receptory adrenergiczne β1 oraz β2 i o niewielkim wpływie na receptory β3. Bopindolol, który jest nieaktywnym prolekiem, podlega efektowi pierwszego przejścia. W pierwszym etapie jest metabolizowany przez esterazę do kwasu benzoesowego i aktywnego metabolitu 18-503 – 4-(3-tert-butyloamino-2-hydroksypropoksy)-2-metyloindolu. W drugim etapie aktywny metabolit 18-503 jest metabolizowany przez oksydazę do metabolitu 20-785 – 4-(3-tert-butyloamino-2-hydroksypropoksy)-2-karboksyloindolu. Farmakofor bopindololu składa się z indolu, grupy aminowej i grupy tert–butylowej. Największy efekt oddziaływania na receptory wywiera metabolit 18-503, następnie sam bopindolol, a najmniejszy efekt wywołuje metabolit 20-785.

## Zastosowanie
- nadciśnienie tętnicze[4]
- choroba niedokrwienna serca[4]

W 2016 roku bopindolol nie był dopuszczony do obrotu w Polsce.

## Przeciwwskazania
- astma oskrzelowa[2]
- ciężka niewydolność serca[2]
- serce płucne[2]
- bradykardia[2]
- blok przewodnictwa przedsionkowo-komorowego II lub III stopnia[2]

## Działania niepożądane
Bopindolol może powodować następujące działania niepożądane:
- ból głowy
- zawroty głowy
- zmęczenie
- nudności
- wymioty
- biegunka
- hipotonia
- nadwrażliwość skórna
- zmiany łuszczycowe
- subiektywne poczucie zimnych kończyn
- parestezje
- podwyższenie poziomu trójglicerydów w osoczu krwi